# 梅瓶

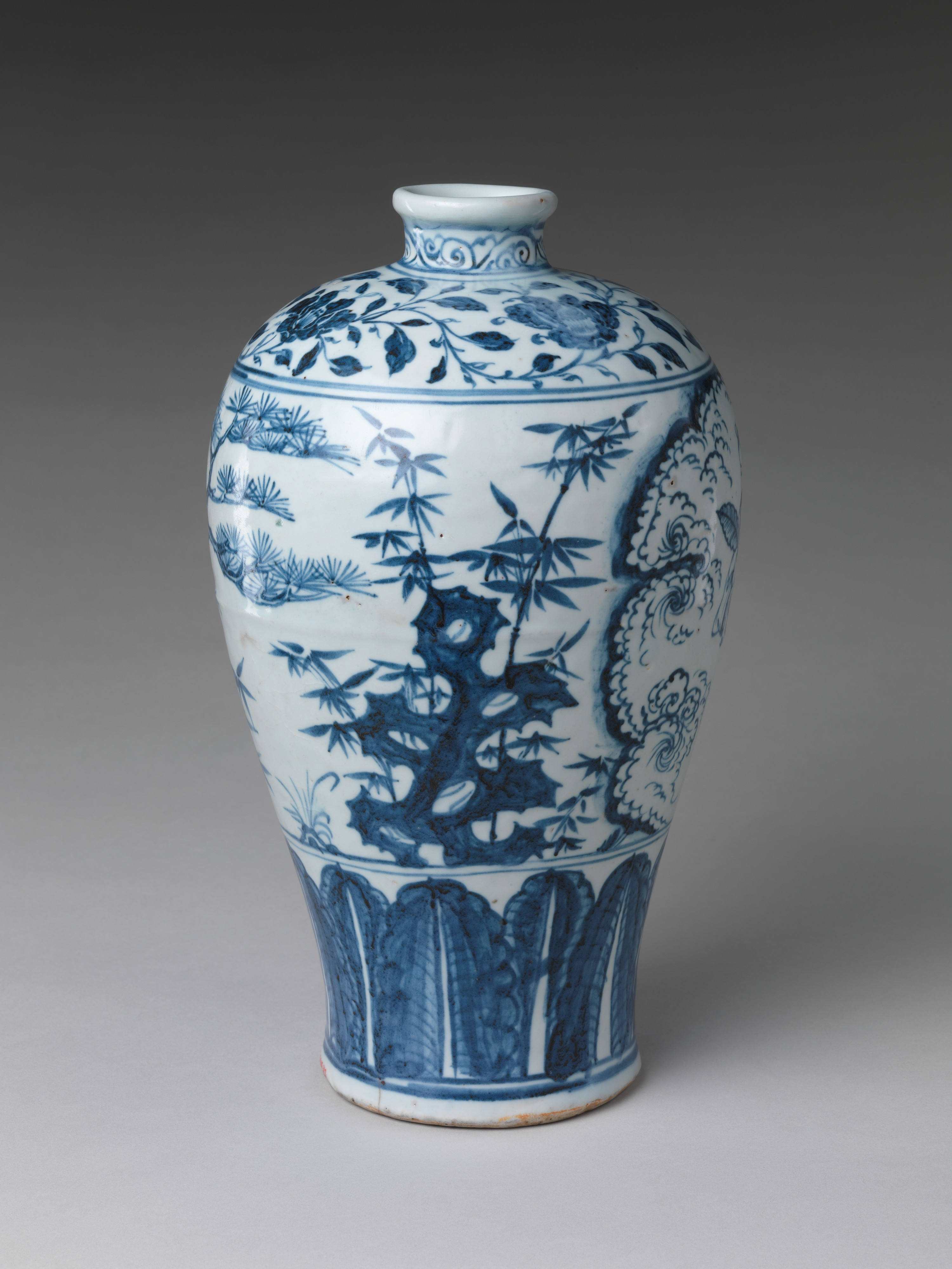
明代景德镇青花梅瓶（美国大都会艺术博物馆藏）

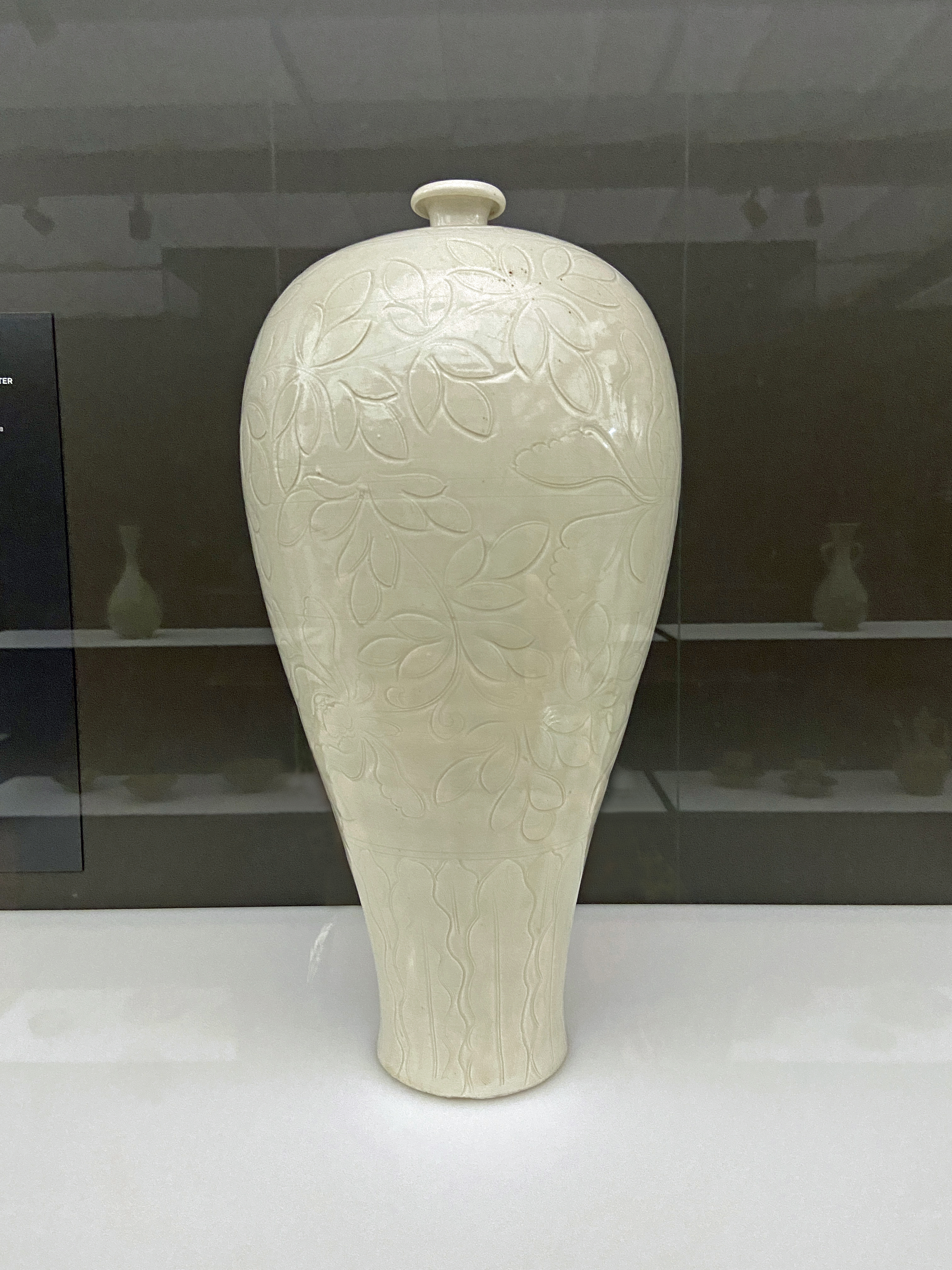
北宋或金代定窑刻花梅瓶（瑞士玫茵堂藏）

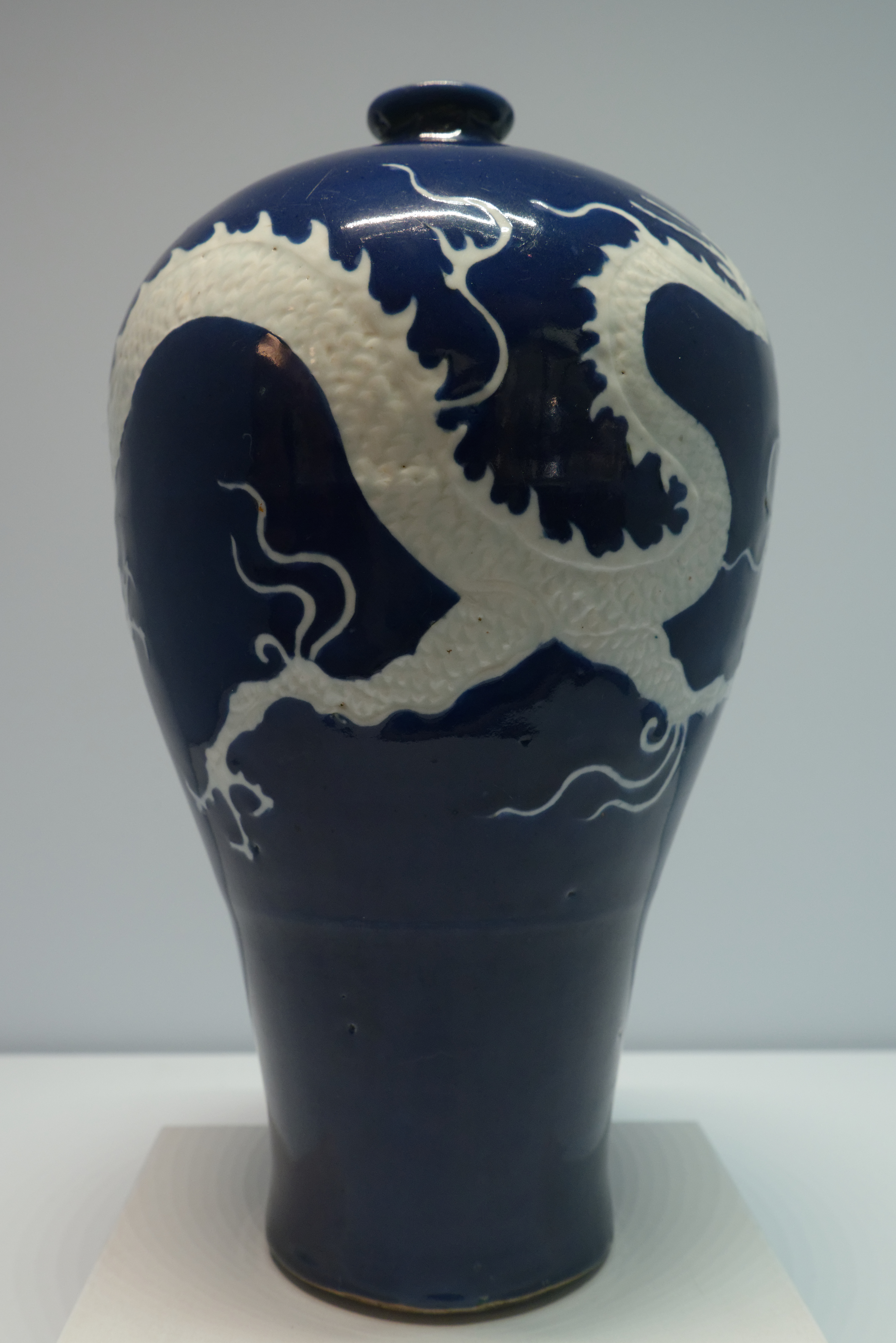
元代霁蓝釉白龙纹梅瓶（法国集美博物馆藏）

梅瓶，也稱經瓶，瓷器型制，用途為酒器、花器。最早出現在唐朝，宋遼时期較為流行，約定俗稱為梅瓶。其名根據民國時期許之衡所撰《飲流齋說瓷》一書所稱：「口徑之小，僅與梅之瘦骨相稱，故名梅瓶也。」

## 特色
梅瓶在唐代時有部分因器形特殊細瘦類如雞腿而被稱為「雞腿瓶」。在宋、金時期的北方磁州窯、山西介休窯等地許多窯口均有燒造，南方窯場中亦有生產，主要品種有青瓷、白瓷、黑瓷、青白瓷、彩繪瓷或化妝土剔刻瓷等。宋代時稱其「酒經」或「經瓶」。民國時期許之衡所撰《飲流齋說瓷》一書命名說法較廣為接受。元代造型趨於成熟，景德鎮大量製作，到明代以後作品形態增多。元代除圓形梅瓶外，還有平口梅瓶、八方形梅瓶、八方倭角梅瓶等，有青花、青花釉裡紅、釉裡紅等釉色。梅瓶瓶體修長秀麗，造型曲線口小而項短，由肩部開始漸寬，至足徑部又稍狹。梅瓶的樣式最大的差別在於瓶身肩部的曲線與足徑部的寬狹，依據朝代和產地的不同，而有不同的特色。

## 用途
根據明朝唐寅所畫的飲中八仙圖，梅瓶早期主要是做為酒器使用，桂林元代民窯瓷器中曾發現有一件肩部寫有「清香好酒」的梅瓶殘品，另有一件出土於明墓的本地民窯生產的陶梅瓶，其肩部堆雕了「天長地久」四字，即為「天藏地酒」之諧意。後來樣式越發多變，大型梅瓶也被用於插花、擺設，梅瓶也被傳至朝鮮、日本等地，成為當地陶瓷的一種類型。台北國立故宮博物院所藏元代佚名畫「第四嘎尊者」中出現經瓶插花的畫面。明代唐寅「採菊圖」畫有陶淵明的僕童手持插有菊花的梅瓶的情景。
明代帝王宗室墓中均用梅瓶隨葬，而明代高官也可以享用這一禮制。北京定陵萬曆帝隨葬4個梅瓶，孝端皇后王氏隨葬兩個梅瓶，將梅瓶作為喪葬禮器、明器。萬曆中後期，桂林地區及週鄰民間因供求便利使用青花日用器作隨葬冥器，原因應在於景德鎮大量出產。學者指出，廣西靈川縣甘棠渡桂林地區農械廠出土的青花瓷梅瓶，內盛裝有黍、蕎麥、荔枝、青梅等食物，當作魂瓶使用。

## 象徵
作為禮品擺設，梅瓶有如下寓意象徵：
為人處世：與人之交，言而有信；防意如城，守口如瓶。
家庭興旺：平平安安，財源廣进。
居家擺設：身份尊貴、地位顯赫。
廣西出土大量明萬曆中後期的青花梅瓶繪畫紋飾大致有幾種：人物出遊圖、丹鳳圖、龍鳳圖、雙龍戲珠圖、月影折枝梅圖等，畫意寓意多是對先人的追念和祈福。學者指出，「寐」平在安徽某些地區和桂林方言發「梅」瓶音同，寓意死者離去安祥，睡得平安，無須牽掛。

## 藝術品收藏
桂林博物館珍藏的當地出土的明代梅瓶達300多件，其中陶梅瓶60多件，青花梅瓶250多件。靖江王陵出土的梅瓶數量之多，世所罕見，由於桂林不產青花瓷器，而權傾一方的靖江王府必然就近到江西景德鎮採燒。數量之多、樣式之豐富，被譽為鎮館之寶。梅瓶在拍賣場上也廣受收藏家歡迎，2004年，紐約佳士德拍賣「明永樂青花內外底龍戲珠紋棱口洗」，估價1500-2000萬元，結果成交價達4340萬元，打破了明青花拍賣的世界紀錄。2005年，香港蘇富比的「明宣德青花雲龍紋葵口洗」以2980萬元人民幣成交。在2006年4月香港蘇富比拍賣會上，「清乾隆青花釉里紅海水九龍紋梅瓶」則以843.76萬港元成交。
明清景德鎮窯燒製的梅瓶在拍賣市場上身價不菲，以青花梅瓶居首，以清三代為最。永樂、宣德年間的青花梅瓶估價約在百萬元，一般的民窯梅瓶價格相對则較低。收藏價值主要以質地、品相而論，瓶身若繪有人物、動物等紋飾，將會提升其市場價格。